# Pan Africanist Congress

PAC, eller Pan Africanist Congress, er et politisk parti og en bevægelse grundlagt i Sydafrika i 1959. De opstod som en udbrydergruppe fra ANC (African National Congress). Under apartheid bekæmpede PAC den systematiske racemæssige adskillelse og undertrykkelse gennem direkte aktioner og med grundlag i panafrikanistiske ideer, der fremhævede afrikansk selvbestemmelse. De var kendt for deres deltagelse i protester, boykot og ”sabotageaktioner”. Bl.a. spillede PAC en rolle under den berygtede Sharpevillemassakre i 1960. Selvom de spillede en betydelig rolle i kampen mod apartheid, opnåede PAC aldrig den samme bredde og popularitet som ANC. Efter apartheids fald i 1994 blev PAC et politisk parti i Sydafrika, dog med temmelige ringe tilslutning.

## Eksterne links
- PAC – Izwe Lethu